# Igumbilo
Igumbilo ist ein Verwaltungsbezirk (englisch Ward) des Distrikts Iringa (MC) in der tansanischen Region Iringa.

## Geografie
Igumbilo liegt im südlichen Hochland von Tansania, es ist ein Stadtteil im Osten der Regionshauptstadt Iringa. Er grenzt im Norden an Nduli, im Osten an Irole, im Süden an Luhota und Ruaha und im Westen an Kitanzini, Gangilonga und Kihesa. Bei der Volkszählung 2022 lebten 10.209 Menschen in 2654 Haushalten auf einer Fläche von 55 Quadratkilometern.

## Gliederung
Der Bezirk besteht aus zehn Stadtteilen (swahili Mtaa):
- Ndiuka A
- Ndiuka B
- Ndiuka C
- Ndiuka D
- Ndiuka E
- Mlangali
- Igumbilo
- Matungulu
- Kigungawe A
- Kigungawe B

## Infrastruktur
- Gesundheit: Im Bezirk gibt es eine staatliche Apotheke.[8]
- Verkehr: Durch den Bezirk verläuft die Nationalstraße T1 von Iringa nach Daressalam.[9]